# Montpellier Hérault Sport Club
El Montpellier Hérault Sport Club és un club de futbol francès de la ciutat de Montpeller (Llenguadoc, Occitània, França).

## Història
El Montpeller va ser fundat el 1919 amb el nom de Stade Olympique de Montpellier. L'any 1932 l'equip occità esdevingué professional.
El 1969 la secció professional fou abandonada. El 1970 es va fusionar amb l'Sport-Club Montpellier essent reanomenat Montpellier-Littoral FC. El juliol de 1974 es va fusionar amb l'AS Paillade i va esdevenir Montpellier La Paillade Sport Club.
El 1978 va tornar a adoptar el professionalisme. El 1989 va ser rebatejat Montpellier-Hérault Sport Club. L'any 2009 el club occità va tornar a la Ligue 1 fent una gran temporada i quedant cinquè a la classificació final.
El 2012, el Montpeller fou campió de França per primera vegada i Olivier Giroud acabà com a màxim golejador de la Lliga francesa de futbol amb 21 gols

## Palmarès
- 1 Copa Intertoto: 1999
- 1 Lliga francesa de futbol: 2012
- 2 Copa francesa de futbol: 1929 (com SO Montpellier), 1990
- 1 Copa de la Lliga francesa de futbol: 1992
- 3 Lliga francesa de segona divisió: 1946, 1961, 1987
- 3 Campionat del Sud-est: 1928, 1932, 1976

## Jugadors destacats
Categoria principal: Futbolistes del Montpellier Hérault Sport Club
| - Aljoša Asanović - Nabil Baha - Ibrahima Bakayoko - Laurent Blanc - Éric Cantona - Júlio César | - Aliou Cissé - Tino Costa - Manuel Dos Santos - Romain Ferrier - Olivier Giroud - Patrice Loko | - Fodé Mansare - Toifilou Maoulida - Valery Mezague - Roger Milla - Mama Ouattara - Franck Passi | - Gérald Passi - Reynald Pedros - Laurent Robert - Jacques Santini - Bill Tchato - Carlos Valderrama |